# العامرية (عين النسر)
العامرية مزرعة في ناحية عين النسر التابعة لمنطقة حمص في محافظة حمص في سورية.